# М (cirillico)
La М, minuscolo м, chiamata em, è una lettera dell'alfabeto cirillico. Rappresenta la consonante nasale bilabiale IPA /m/.
| Lettera cirillica | Pronuncia IPA | Trascrizione scientifica | Trascrizione inglese | Trascrizione tedesca | Trascrizione francese |
| ----------------- | ------------- | ------------------------ | -------------------- | -------------------- | --------------------- |
| М                 | /m/           | m                        | m                    | m                    | m                     |

## Posizione nei codici
| Nome carattere | Tipo      | Decimale | Esadecimale | Base otto | Binario     |
| -------------- | --------- | -------- | ----------- | --------- | ----------- |
| Unicode        | Maiuscolo | 1052     | 041C        | 2034      | 10000011100 |
| Unicode        | Minuscolo | 1084     | 043C        | 2074      | 10000111100 |
| ISO 8859-5     | Maiuscolo | 188      | BC          | 274       | 10111100    |
| ISO 8859-5     | Minuscolo | 220      | DC          | 334       | 11011100    |
| KOI8           | Maiuscolo | 237      | ED          | 355       | 11101101    |
| KOI8           | Minuscolo | 205      | CD          | 315       | 11001101    |
| Windows-1251   | Maiuscolo | 204      | CC          | 314       | 11001100    |
| Windows-1251   | Minuscolo | 236      | EC          | 354       | 11101100    |